# Cătălin Cîrstoiu
Cătălin Florin Cîrstoiu (n. 18 noiembrie 1974, Pitești, România) este un medic ortoped român care ocupă funcția de manager al Spitalului Universitar de Urgență București începând cu martie 2020. Acesta a mai ocupat această funcție între anii 2009 și 2016. Este decan al Facultății de Medicină din cadrul Universității de Medicină și Farmacie „Carol Davila” din București începând cu anul 2016.

## Studii și carieră
Cîrstoiu s-a născut în Pitești, județul Argeș și este fiul lui Ion Cîrstoiu, economist și deputat de Argeș în legislaturile 1996–2000 și 2000–2004, și al Mioarei Mariana, de profesie inginer. A absolvit Colegiul Național Liceal „Zinca Golescu” din Pitești, ca șef de promoție, în 1993, și Facultatea de Medicină Generală din cadrul Universitatea de Medicină și Farmacie „Carol Davila” (UMFCD) din București în 1999, cu lucrarea de licență Chirurgia endoscopică în malformațiile tractului genital feminin. A devenit doctor în științe medicale în 2006. Începând cu 2009, Cîrstoiu este șeful secției de ortopedie și traumatologie la Spitalul Universitar de Urgență București (SUUB).
În decembrie 2009, Cîrstoiu a fost denumit manager interimar al SUUB, după expirarea contractului lui Gheorghe Iana. A urmat să fie titular al acestui post până în 2016, an în care a decis să se concentreze pe conducerea Facultății de Medicină din cadrul UMFCD, al cărei decan a fost ales pe 12 aprilie  cu majoritate de voturi. Cîrstoiu a fost desemnat decan al facultății și pentru mandatul 2020–2024.
Pe 23 martie 2020, în timpul pandemiei de coronaviroză, ministrul sănătății Victor Costache l-a numit din nou pe Cîrstoiu manager interimar al SUUB, în urma suspendării din funcție a Adrianei Nica. Revenirea lui pe acest post a stârnit unele critici; Vlad Voiculescu, fost ministru al sănătății, a reamintit de incediul din clubul Colectiv din 2015 și de gestionarea „deplorabilă” a situației în SUUB, al cărui manager în acel an era Cîrstoiu.

### Activitate Politică
În 2024 a candidat pentru funcția de primar general al Primăriei Municipiului București până la retragerea acestuia de către PSD și PNL. Pe 20 martie 2024, PSD și PNL l-au prezentat oficial drept candidat al acestor partide pentru primăria Capitalei, fără a fi membru al vreunuia din partidele care îl susțin. Pe 22 aprilie 2024 acesta a fost retras din alegerile pentru primăria capitalei.

## Viață personală
Cîrstoiu este căsătorit cu Monica Mihaela, medic ginecolog. Nașul lor de nuntă este fostul președinte al României Traian Băsescu, care l-a decorat pe Cîrstoiu cu Ordinul Meritul Sanitar în grad de Cavaler în 2010.